# Mycalesis malsarida
Mycalesis malsarida är en fjärilsart som beskrevs av Butler 1868. Mycalesis malsarida ingår i släktet Mycalesis och familjen praktfjärilar. Inga underarter finns listade i Catalogue of Life.